# Instituto Nacional de Bosques (Guatemala)

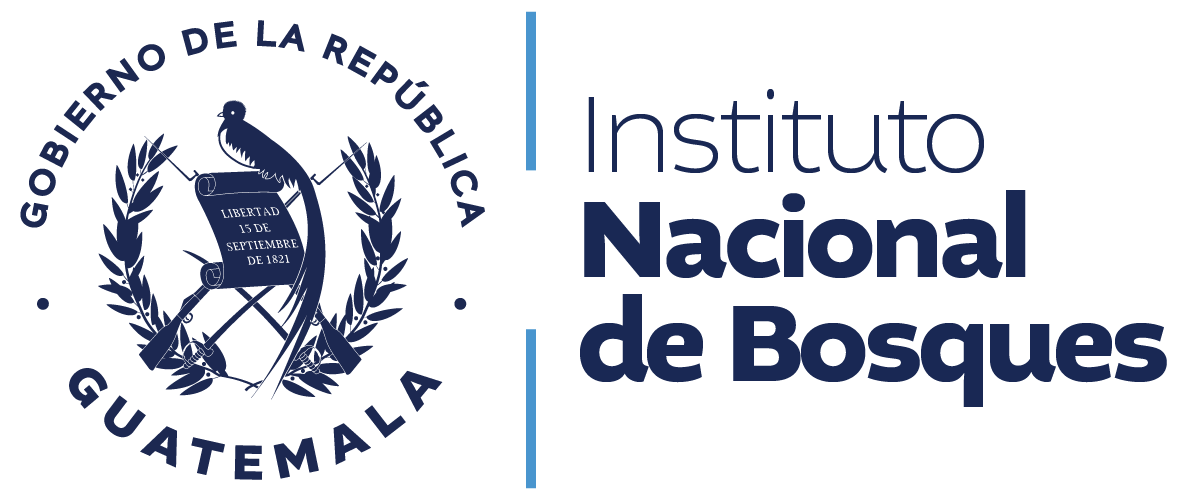
Logotipo (2024-2028)

El Instituto Nacional de Bosques (INAB) es una entidad pública descentralizada que cuenta con autonomía